# Cephalotes laminatus
Cephalotes laminatus är en myrart som först beskrevs av Smith 1860.  Cephalotes laminatus ingår i släktet Cephalotes och familjen myror. Inga underarter finns listade.